# Assuanensius
Assuanensius – rodzaj chrząszcza z rodziny ryjkowcowatych, zaliczany w jej obrębie do podrodziny Curculioninae i plemienia Anthonomini.
Chrząszcz ten zamieszkuje południową, jak również północną Afrykę. Wszystkie osobniki znaleziono na kwiatach roślin z rodzaju Acacia, dlatego też podejrzewa się, że bytują one tylko na roślinach tego rodzaju.